# Alfredo Chinetti
Alfredo Chinetti (* Premezzo di Cavaria, 11 de julio de 1949). Fue un ciclista italiano, profesional entre 1975 y 1985, cuyo mayor éxito deportivo lo logró en la Vuelta a España, donde conseguiría 1 victoria de etapa en la edición de 1981 

## Palmarés
| 1976 - 1 etapa en la Volta a Cataluña 1978 - 1 etapa en lal Vuelta a Asturias 1979 - 1 etapa en el Giro del Trentino | 1981 - 1 etapa en la Vuelta a España 1982 - Coppa Placci 1984 - Giro Reggio Calabria |